# La varrio (El barrio)
La varrio (El barrio) è un singolo del rapper danese Gilli, pubblicato il 7 aprile 2017.

## Tracce
Testi di Kian Rosenberg Larsson.
1. La varrio (El barrio) – 3:08

## Formazione
- Gilli – voce
- Hennedub – tastiera, basso, produzione
- Anders Schumann – mastering, missaggio

## Classifiche

### Classifiche settimanali
| Classifica (2017) | Posizione massima |
| ----------------- | ----------------- |
| Danimarca         | 4                 |

### Classifiche di fine anno
| Classifica (2017) | Posizione |
| ----------------- | --------- |
| Danimarca         | 46        |